# CIRIC
CIRIC, Centre International de Reportages et d’Information Culturelle est une agence photographique de presse française en fonctionnement de 1984 à 2020, Spécialisée dans le fait religieux, (couvrant toutes les religions dans leurs dimensions fondamentales, sociales et institutionnelles), le social (traitant les engagements sociaux, la lutte contre les exclusions, les minorités, les droits de l’homme), les portraits de personnalités (notamment religieuses) et l’art sacré. 

## Historique
Le Centre International de Reportages et d’Information Culturelle (CIRIC) a été fondé à Genève, à l’époque du concile Vatican II par le père Chevalier, missionnaire de la congrégation de Saint-François-de-Sales. 
Le centre s’installe en 1984 quai des Grands Augustins à Paris, et devient la propriété du Comité Catholique contre la Faim et pour le Développement (CCFD) qui obtient son agrément d’agence de presse par la Commission paritaire des publications et agences de presse. Elle est dirigée par Michel Gauvry. 
En 1973, le CIRIC déclare être en cessation de paiement et le tribunal de commerce de Paris accepte un plan de cession à Bayard Service qui est une structure de la société Bayard Service Édition, filiale à 100 % du groupe Bayard Presse. 
Le fonds de Ciric est constitué de plus de trois millions de clichés, issus « d'archives de congrégations religieuses internationales depuis 1945 », « du groupe de presse Malesherbes Publication (La Vie) et d'une agence photo romaine spécialisée sur le Vatican ».

### Cessation d’activité
Conséquence de la « grave crise industrielle et économique » que traverse Bayard Service Édition, la fermeture de l’agence Ciric le 1er décembre 2020 est annoncée par la presse le 15 décembre 2020. 